# Bossell (arquitectura)
En art i arquitectura, un bossell, bocell o òvul, és una motllura semicilíndrica i de secció més o menys circular que habitualment es troba al basament de les columnes.

## Galeria

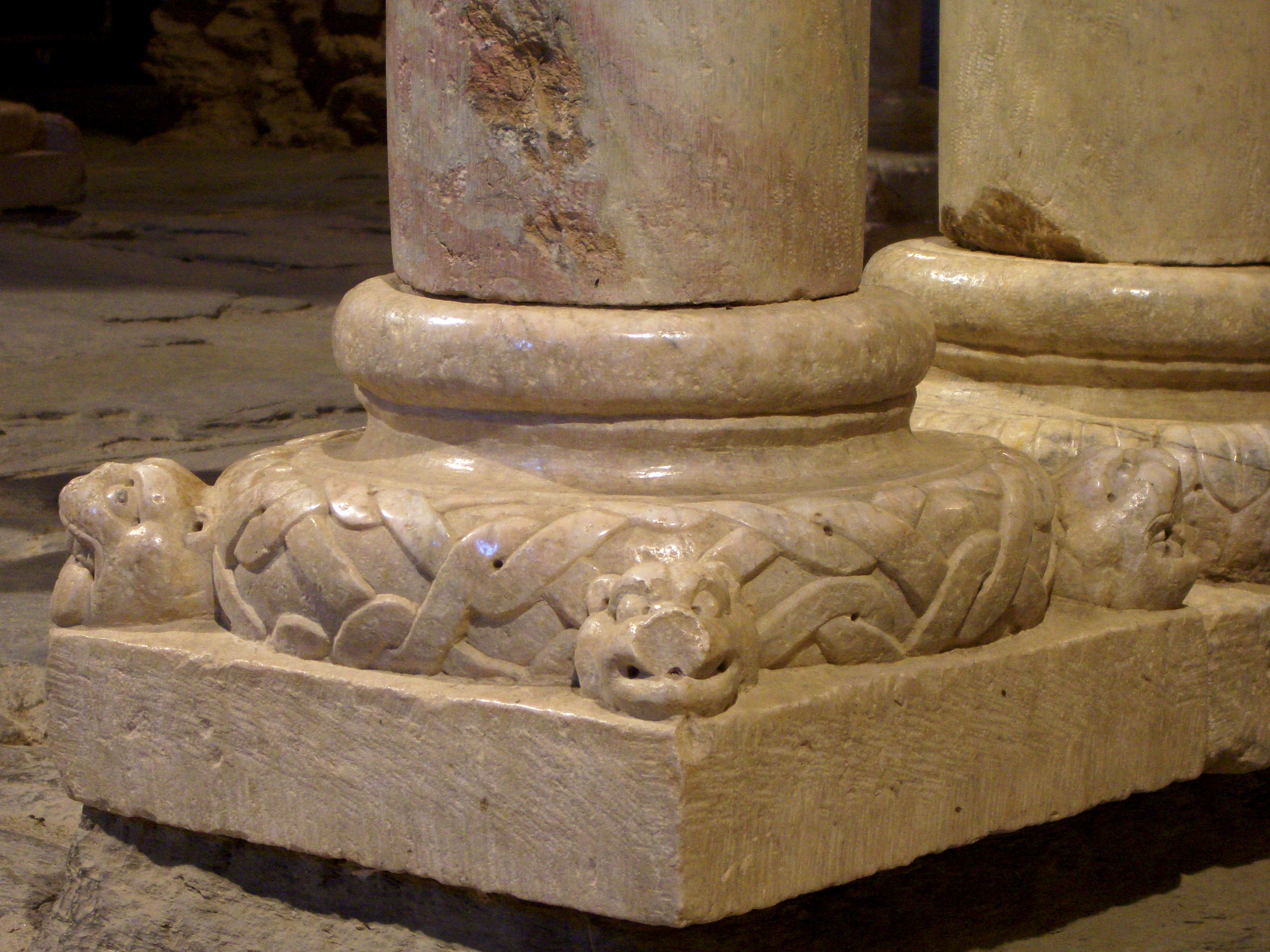
Bossell al basament d'una columna